# Ichneutica notata
Ichneutica notata là một loài bướm đêm trong họ Noctuidae.